# Zero (revista)
Revista Zero era una revista de temática LGBTBIQ+ española, de periodicidad mensual. Entre los años 1998 y 2009 editó 120 números. Con un cuidado estilo contemporáneo Zero obtuvo gran repercusión mediática gracias a sus portadas y reportajes protagonizados por personalidades públicas que salían del armario.

## Historia
Tras una primera etapa gratuita, realizada en Madrid, en 1998 Zero se convirtió en una empresa editora que realizó una revista mensual de ámbito nacional. Paulatinamente la revista fue creciendo en extensión, contenidos y difusión.
Su tirada en 2006 era de 50.000 ejemplares con una difusión media de 26.518. En 2008 un ejemplar costaba 4,95 € en España. También se podía encontrar en kioskos de Portugal, Grecia, Francia, Alemania, Reino Unido, Suiza, Bélgica, Argentina, Venezuela, México, Chile, Andorra , Uruguay y Ecuador. 
Una de las acciones más populares de la revista fue mostrar en su portada a personalidades públicas que habían apoyado con mayor o menor intensidad las reivindicaciones LGTB. Por sus páginas pasaron políticos como el Presidente del Gobierno José Luis Rodríguez Zapatero, el líder de Izquierda Unida Gaspar Llamazares, el Presidente de la Generalidad de Cataluña Pasqual Maragall o el Alcalde de Madrid Alberto Ruiz-Gallardón. Activistas de los derechos LGBT de España como Pedro Zerolo o Carla Antonelli, actores como Javier Bardem, Loles León, Carlos Fuentes o Cayetana Guillén Cuervo, músicos como Alaska, Pedro Marín o Nacho Canut y periodistas como Iñaki Gabilondo o Emma García participaron en sus portadas y reportajes.
Zero también ganó notoriedad por su esfuerzo en hacer visible la homosexualidad con personalidades de relevancia que se declararon públicamente homosexuales. Es el caso de los reportajes realizados a José Mantero, sacerdote católico; José María Sánchez Silva, teniente general del ejército; Joan Miquel Perpinyà, agente de la Guardia Civil; el juez de la Audiencia Nacional Fernando Grande-Marlaska; el coreógrafo Nacho Duato; Jesús Vázquez, presentador de televisión; o el director de cine Alejandro Amenábar.
A lo largo de 2009 ZeroPress, la empresa editora de la revista, tuvo dificultades financieras. En julio de 2009 publicó el número 119, el «especial verano», con previsiones de retomar la publicación a partir de noviembre. Dichos planes no se vieron cumplidos y la revista se declaró en concurso de acreedores el 6 de noviembre de 2009. En ese momento se decidió publicar un último número, el 120, en noviembre para dar salida a la publicidad contratada con los anunciantes.
Tras salir a la subasta en 2011 finalmente en agosto de 2015 el empresario español David Torres Andreu compró los derechos del nombre comercial al juzgado que tramitaba la suspensión de pagos. Ese mismo mes empezó a publicarse en formato digital.

## Documental
Con motivo del día del orgullo LGTBIQ+ de 2023, Movistar + estrena un documental sobre Zero, producido por Asimétrica Films y Racconto, donde los principales protagonistas de la publicación (tanto de la redacción como quienes aparecieron en sus portadas míticas) revelan las historias detrás de la revista. Con el título de "Zero, la revista que sacó del armario a un país" el documental pone en valor el papel que jugó la publicación en el cambio de mirada de la sociedad española sobre las minorías sexuales.